# اوليوسين
اوليوسين هي بروتينات هيكلية توجد في أجسام الزيوت النباتية الوعائية وفي الخلايا النباتية. لا تعتبر الأجسام الزيتية عضيات لأنها تحتوي على غشاء من طبقة واحدة ويفتقر إلى غشاء الطبقة المزدوجة المطلوب مسبقًا حتى تعتبر عضية. توجد في أجزاء النبات التي تحتوي على نسبة عالية من الزيت والتي تخضع لجفاف شديد كجزء من عملية نضجها، وتساعد على استقرار أجسامها.

## عناصر
اوليوسين هي بروتينات تتراوح من 16 كيلو دالتون إلى 24 كيلو دالتون وتتكون من ثلاثة مجالات: منطقة محبة للماء ذات طول متغير (من 30 إلى 60 وحدة بنائية)؛ مجال مركزي كاره للماء من حوالي 70 وحدة بنائية ومنطقة C- محطة أمفيباثيك متغيرة الطول (من 60 إلى 100 وحدة بنائية). يُقترح أن يتكون المجال الكاره للماء من بنية بيتا خصلة وأن يتفاعل مع الدهون. إنه المجال الوحيد الذي يتم حفظ تسلسله. تُظهر النماذج الأوليوسينات ذات الشكل الكاره للماء الذي يشبه دبوس الشعر والذي يتم إدخاله داخل ثلاثي الجليسريد (TAG)، بينما تُترك الأجزاء المحبة للماء خارج الأجسام الزيتية.
تم العثورعلى الأوليوسينات في الأجسام الزيتية للبذور وخلايا التابيتوم وحبوب اللقاح ولكن ليس الفواكه. بدلاً من عامل استقرار الأجسام الزيتية، يُعتقد أن الأوليوسينات متورطة في امتصاص الماء من حبوب اللقاح في الميسم.

## استعمال
توفر الأوليوسينات طريقة سهلة لتنقية البروتينات التي تم إنتاجها بشكل متجانس في النباتات. إذا تم تصنيع البروتين كبروتين اندماج مع الأوليوسين وتم دمج موقع التعرف على البروتياز بينهما، فسيتم وضع بروتين الاندماج في غشاء جسم الزيت، والذي يمكن عزله بسهولة عن طريق الطرد المركزي. يمكن بعد ذلك خلط قطرات الزيت مع الوسط المائي مرة أخرى، ويتم شق الأوليوزين من البروتين المطلوب. سيؤدي الطرد المركزي إلى فصل مرحلتين مرة أخرى، ويحتوي الوسط المائي الآن على البروتين المنقى.